# Egipatska funta
Egipatska funta (gineih), ISO 4217: EGP, je valuta Egipta. Deli se na 100 pjastra (qirsha), odnosno na 1000 milijema (maleema). U domaćem platnom prometu označava se skraćenicom LE ili simbolom £.
U upotrebi se nalaze kovanice od 5, 10, 20, 25, 50 pjastera i 1 funte, te novčanice od 5, 10, 25, 50 pjastera i 1, 5, 10, 20, 50, 100, 200, 500 funti. Izdaje ih Središnja banka Egipta.

## Spoljašnje veze
- Središnja banka Egipta
- Egipatska funta - novčanice (језик: енглески) (језик: немачки)